# Water for Your Soul
Water for Your Soul è il settimo album in studio della cantante inglese Joss Stone, pubblicato nel 2015.

## Tracce
1. Love Me – 5:06 (Joss Stone, Damian Marley)
2. This Ain't Love – 4:28 (Joss Stone, Jonathan Shorten)
3. Stuck on You – 4:18 (Joss Stone, Jonathan Shorten)
4. Star – 5:07 (Joss Stone, Jonathan Shorten)
5. Let Me Breathe – 5:15 (Joss Stone, Jonathan Shorten, Conner Reeves, Nick Ramm)
6. Cut the Line – 4:06 (Joss Stone, Jonathan Shorten)
7. Wake Up (feat. Damian Marley) – 4:44 (Joss Stone, Jonathan Shorten, Conner Reeves, Damian Marley)
8. Way Oh – 5:49 (Joss Stone, Jonathan Shorten, Marc Cyril, "Level" Neville Malcolm, Richie Stevens)
9. Underworld – 4:08 (Joss Stone, Jonathan Shorten, "Level" Neville Malcolm, Richie Stevens, E. "Kenya" Baker)
10. Molly Town – 3:34 (Joss Stone, Jonathan Shorten)
11. Sensimilla – 4:17 (Joss Stone, Jonathan Shorten, Dennis Bovell, Marlon Asher)
12. Harry's Symphony – 3:54 (Barrington Levy, Calvin George Scott, Matthew McAnuff, Ian Lewis)
13. Clean Water – 4:30 (Joss Stone, Marc Cyril)
14. The Answer – 4:46 (Joss Stone, Jonathan Shorten, Dennis Bovell)